# 弗賴馬梅爾托埃斯基烏縣
28°23′S 65°42′W / 28.383°S 65.700°W

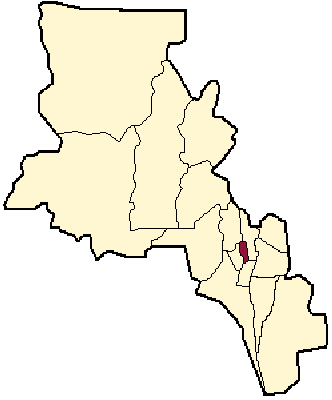

弗賴馬梅爾托埃斯基烏縣（西班牙語：Departamento Fray Mamerto Esquiú），是阿根廷的縣份，位於該國西北部卡塔馬卡省，首府設於聖何塞，面積280平方公里，2010年人口11,896，人口密度每平方公里42.49人。